# Nahiya Urum al-Kubrah
Nahiya Urum al-Kubrah (Arabisch ناحية مركز عفرين)  is een subdistrict van het district Atarib in het gouvernement Aleppo, noordwesten van Syrië. Het bestuurlijk centrum is de gelijknamige plaats Urum al-Kubra. Bij de volkstelling van 2004 (dit is voor de Syrische Burgeroorlog) was de grootte van de bevolking van dit subdistrict 22.851 inwoners.

## Steden en dorpen
| PCode | Naam                  | Bevolking |
| ----- | --------------------- | --------- |
| C1029 | Urum al-Kubra         | 5.391     |
| C1039 | Kafr Halab            | 4.136     |
| C1034 | Kafr Naha             | 3.438     |
| C1031 | al-Shaykh Ali         | 3.139     |
| C1024 | Awayjil               | 2.407     |
| C1037 | Kafr Taal             | 1.880     |
| C1019 | Qanater               | 1.045     |
| C1040 | Kafr Jum al-Gharbiyah | 778       |
| C1027 | Urum al-Sughra        | 637       |